# 경주 서악서원
서악서원(西岳書院)은 대한민국 경상북도 경주시 서악동에 있는 서원이다.

## 연혁
조선 명종(明宗) 16년(1561년) 당시의 경주부윤(慶州府尹) 이정(李楨)이 김유신(金庾信)을 기리기 위해 선도산 아래에 처음 세웠다. 이정은 경주의 옛 신라 때의 묘역들이 몹시 황폐해진 것을 보고 개탄하며 이를 수리하고자 했고, 특히 통일 사업의 큰 공훈이 있는 태종 무열왕(太宗武烈王)과 각간(角干) 김유신에 대해서는 그 무덤을 수리하는 것뿐 아니라 이들을 받드는 사당을 세우고자, 자신의 스승인 이퇴계(李退溪)에게 자문을 구했는데, 퇴계는 일개 군수의 신분으로 제왕의 사당까지 세울 필요는 없으며 각간(김유신)에 대해서만 사당을 세우되, 제향이나 묘역 관리 및 학생들을 가르치는 일을 겸하게 하는 것이 좋겠다고 권고했다. 이퇴계의 의견을 따라 이정은 선도산 아래에 서악정사를 세워 김유신의 제사 및 교육을 위한 장소로 삼게 되었다. 이것이 서악정사(西岳精舍)이다. 이후 경주 유생들에 의해 홍유후 설총(薛聰)과 문창후 최치원(崔致遠)의 위패(位牌)도 합사하자는 건의가 들어오자, 이정은 다시 이퇴계와 의논하여 두 사람도 함께 모시게 되었고, 이퇴계가 '서악정사'라는 친필 현판을 써주었다고 한다.
임진왜란으로 소실되었던 것을 선조 33년(1600년)에 부윤 이시발(李時發)이 옛 터에 초사(草舍)를 다시 지어 전란을 피해 보존된 위패를 모셨다, 1602년에 부윤 이시언(李時彦)이 처음으로 사당 중건을 시작하였고, 광해군 2년(1610년) 강당과 동재(진수재) · 서재(성경재), 전사청(典祀廳)과 장서실(藏書室)을 새로 지었다. 인조 1년(1623년) 경주의 유학자였던 진사(進士) 최동언(崔東彥) 등이 부윤 여우길(呂祐吉)을 통해 조정에 사액(賜額)을 청하였고, 조정에서는 서악서원이라는 이름을 내렸다.
1646년에 이민환(李民寏)이 부윤으로 있을 때에 영귀루(詠歸樓)를 중건하고, 묘제(廟制)를 동향(東向)으로 하여 설총과 김유신, 최치원을 차례로 모두 향사(享祀)하였다. 고종 10년(1873년)과 고종 19년(1882년), 고종 29년(1892년), 고종 31년(1894년)에 중수가 이루어졌으며, 흥선 대원군의 서원 철폐령에도 폐쇄되지 않고 살아남은 47개 서원 중 하나이다.
뒤에는 사당을, 앞에는 강당인 시습당(時習堂)을 배치하고, 영귀루를 맨 앞에 둔 전학후묘(前學後廟)의 배치를 갖추었다. 사당은 앞면 3칸에 옆면 2칸의 겹처마 맞배집이다. 시습당은 앞면 5칸에 옆면 3칸이다. 왼편으로 진수재(進修齋)를, 오른편으로 성경재(誠敬齋)를 두었다. 영귀루는 앞면 5칸에 옆면 1칸의 누각이다. 시습당에는 서원의 학칙을 기록한 《원규》와 백록동규, 《국기(國忌)》, 《서악서원중수기 완의(完議)》, 《서악서원상량문》(1610년) 등의 기판과 영귀루에 《서악서원내해중건기》, 《영귀루중건기 및 중수기》 등이 남아 있다. 이외에 비석 1기가 있다.

## 서악서원의 김유신
조선 시대의 야담집 《천예록》(天倪錄)에는 서악서원이 조정으로부터 사액을 받던 때를 배경으로 한, 김유신과 관련된 이야기가 있다. 
김유신과 설총, 최치원 세 사람의 위패를 모두 모신 경주의 서악정사가 비로소 조정으로부터 사액을 받게 되었을 때, 경주의 유학자들이 모인 자리에서 어떤 서생이 설총은 중국의 유교 경전을 이두로 풀이하여 가르친 공적이 있고, 최치원은 문장으로 중국에까지 이름을 떨친 공적이 있지만, 김유신은 신라의 일개 무장(武將)으로서 유학자들에게 모범이 될 만한 일을 한 것이 없다며 먼저 김유신의 위패를 서원의 제사에서 뺀 다음에 조정의 사액을 받아야 한다고 주장하고 나섰다. 그런데 얼마 뒤, 서생이 서원에서 깜빡 잠이 들었는데 갑옷을 입은 무사들이 서생의 머리채를 잡고 서원 뜰에 꿇어앉히고, 사방에 무기와 갑옷을 갖춘 병사들이 벌여 선 가운데, 김유신이 나타나 서생을 향해 "유학자들이 중히 여기는 덕목이 충(忠)과 효(孝)가 아니던가. 내가 살아서는 위태로운 나라를 위해 전장에 나아가 어려움을 구제하고 삼국을 통일하는 공을 세웠으니 그것이 충이고, 공을 세우고 입신양명하여 내 집안과 부모의 이름을 빛나게 했으니 그것이 효인데, 네까짓 놈이 어찌 함부로 이야기하느냐."라며 호통을 치는 것이었다. 깨어난 서생은 두려워하며 시름시름 앓다가 이틀만에 피를 두 말이나 토하고 죽고 말았다.

## 볼거리

서악서원 시습당(동재 방향에서 촬영)

외삼문(도동문)
지금의 현판 글씨는 사액 당시의 이름난 서예가 원진해(元振海)가 쓴 것이다.
영귀루
정면 5칸, 측면 1칸의 맞배지붕집이며, 좌우에 판벽을 드리우고 트인 사면에는 계자난간을 둘렀다. 예전에는 이 영귀루가 누문이었던 것으로 여겨지지만, 현재는 앞쪽에 외삼문(평삼문)으로서 도동문이 서있다. 옆에 서원을 처음 건립한 부윤 이정의 비가 서있다.
동재(절차헌)
정면 5칸, 측면 1칸의 맞배지붕집으로 강당인 시습당에서 영귀루 쪽을 향할 때 차례로 온돌방 2칸, 대청 2칸, 온돌방 1칸으로 구성되어 있다.
서재(조설헌)
동재와 대칭으로 된 평면을 하고 있다.
시습당
강당(講堂)이다. 시습(時習)이라는 이름은 《논어》학이편(學而篇)의 첫머리 「배우고 또한 때때로 익히면 기쁘지 아니한가(學而時習之 不亦悅呼)」에서 따온 것이다. 전퇴를 둔 중당협실형(中堂夾室形)으로 정면 5칸, 측면 3칸의 팔작집이다. 중앙 3칸은 우물마루이고 양쪽은 각 1칸짜리 온돌방이며, 왼쪽 방은 진수재, 오른쪽 방은 성경재라 쓴 편액을 달았다.
 대청에는 다섯 개의 현액이 있는데, 가장 오래된 것은 「만력 경술(1610년) 가을 문소후인 김득질이 찬한다(萬曆庚戌秋聞韶後人金得秩撰)」이라 적은 것으로 서악서원을 중수할 때의 상량문이고, 나머지는 중수기이다. 연대 순서대로 「상지 10년 계유(1873년) 가을 8월 상한에 부윤 이만운이 찬한다(上之十年癸酉秩八月上澣府尹李晩運撰)」, 「숭정 지원후5 임오(1882년) 6월 하완에 여강 이능정이 기록하다(崇禎紀元後五壬午流月下浣驪江李能政記)」, 「상지 29년 임진(1892년) 12월 일에 부윤인 원장 민영수가 찬한다(上之二十九年壬辰十二月日府尹院長閔泳壽撰)」, 그리고 1923년 이후에 적은 것으로 보이는 「입추절 하완 통사랑 권지능문완부정자 월성 최현필이 기록하다(立秋節下浣通仕郞權知承文浣副正字月城崔鉉弼記)」라고 적은 기록들을 통해 서악서원의 중수 시기를 알 수 있다.
내삼문
사우로 통하는 문으로, 평삼문 맞배집이다.
사우(祠宇)
서원에서 가장 중요한 공간의 하나인 제향을 위한 곳이다. 정면 3칸, 측면 2칸의 맞배집으로 전퇴가 없다.

## 같이 보기
- 서원
- 서원 철폐령
- 태종무열왕릉
- 김유신묘
- 김유신
- 설총
- 최치원

## 참고 자료
- 서악서원 - 국가유산청 국가유산포털
- 『서원승람』(上) 이태동, 2010년, 민속원